# 公子豫
公子豫（?—?），春秋时期鲁国的公子。
前722年，郑国的共叔段之乱后，公孙滑联合卫国攻打郑国，郑国请邾国出兵相助。邾国和鲁国公子豫商量，公子豫禀告鲁隐公，鲁隐公没有答应。公子豫私自和郑国、邾国在翼地会盟。